# XBIZ Award for Best Sex Scene - Gonzo
L'XBIZ Award for Best Sex Scene - Gonzo è un premio pornografico assegnato alla scena gonzo votata come migliore dalla XBIZ, l'ente che assegna gli XBIZ Awards, uno dei maggiori premi del settore.
Come per gli altri premi, viene assegnato nel corso di una cerimonia che si svolge a Los Angeles, solitamente nel mese di gennaio, dal 2013. Nel 2014 e 2015 non è stato assegnato e dal 2016 ha preso il posto, insieme ad All-Sex, del Non - Feature Release con il nome di "Gonzo Release". Dal 2020 è noto semplicemente come "Best Sex Scene - Gonzo".

## Vincitori

### Anni 2010
| Anno | Vincitori                   | Titolo                  |
| ---- | --------------------------- | ----------------------- |
| 2013 | Chanel Preston Nacho Vidal  | Nacho Invades America 2 |
| 2014 | Non Assegnato               | Non Assegnato           |
| 2015 | Non Assegnato               | Non Assegnato           |
| 2016 | Jesse Jane Manuel Ferrara   | Jesse: Alpha Female     |
| 2017 | Ana Foxxx Manuel Ferrara    | Black Anal Asses        |
| 2018 | Abella Danger Markus Dupree | Fucking Flexible 2      |
| 2019 | Ginger Banks Mick Blue      | Cam Girls: The Movie    |

### Anni 2020
| Anno | Vincitori                                                                | Titolo                                            |
| ---- | ------------------------------------------------------------------------ | ------------------------------------------------- |
| 2020 | Bridgette B Jax Slayher Rob Piper                                        | Bridgette B. Spanish Fuck Doll                    |
| 2021 | Jane Wilde Rocco Siffredi                                                | Rocco's Back to America for More Adventures       |
| 2022 | Katrina Jade Rob Piper                                                   | Disciples of Desire 2: Thrill Seekers             |
| 2023 | Angela White Mick Blue Oliver Flynn Isiah Maxwell John Strong Zac Wild   | Take Control                                      |
| 2024 | Blake Blossom Kendra Sunderland Angela White Angel Youngs Manuel Ferrara | Take Me To Your Breeder                           |
| 2025 | Chanel Camryn Kai Jaxon                                                  | Gorgeous Chanel Gets Her Tight Hole Stretched Out |